# Purlisa
Purlisa là một chi bướm ngày thuộc họ Lycaenidae.

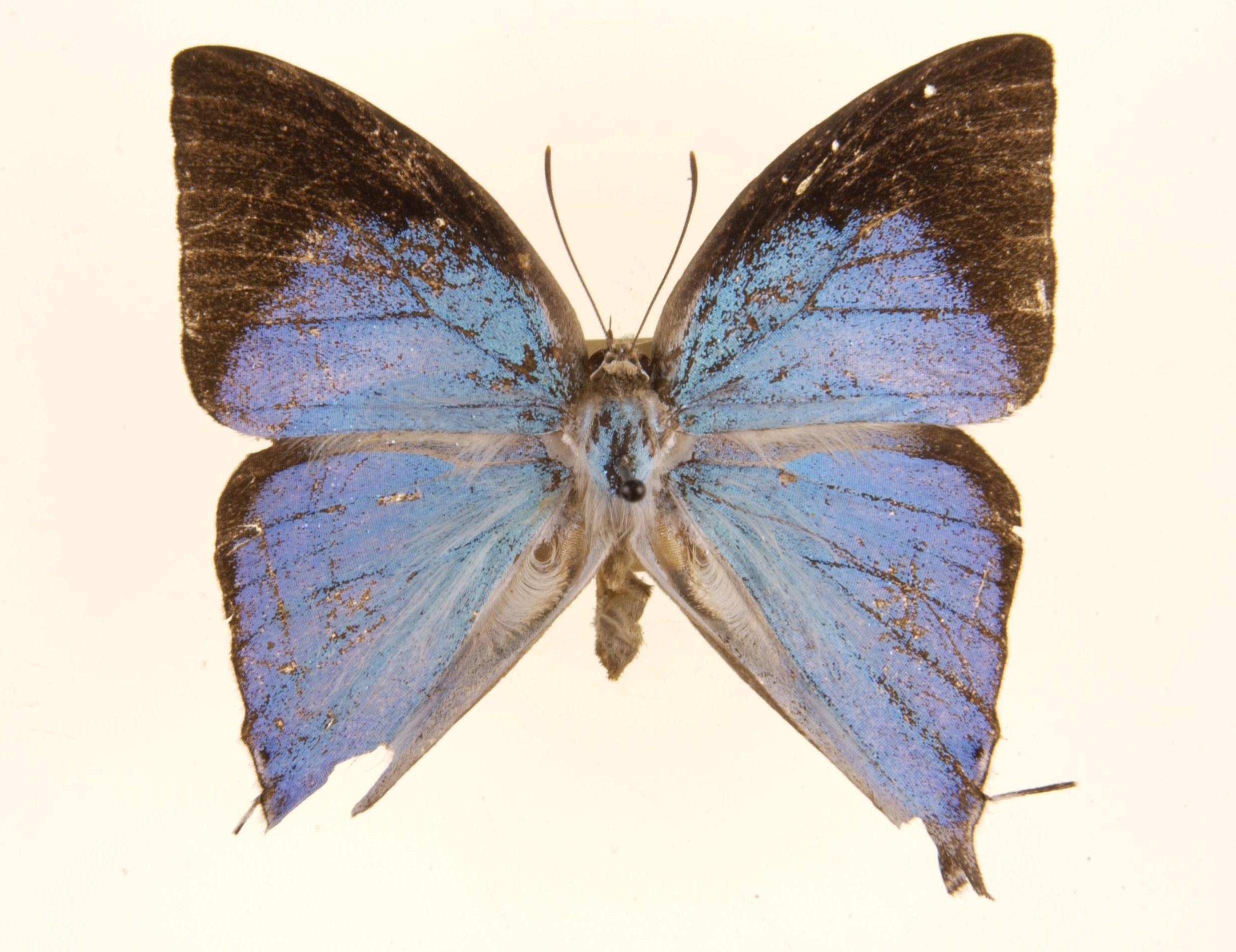
Pulisa giganteus (Distant, 1881) Museum specimen from Malaya